# Henri Berton (bågskytt)
Henri Berton var en fransk bågskytt. Han deltog vid olympiska sommarspelen 1908.